# Giorgos Chourmouziadis
Giorgos Chourmouziadis (en griego: Γιώργος Χουρμουζιάδης, 26 de noviembre de 1932 - 16 de octubre de 2013) fue un arqueólogo griego y profesor emérito de arqueología prehistórica de la Universidad Aristóteles de Salónica. Dirigió las excavaciones en muchos asentamientos prehistóricos en Tesalia y Macedonia (como Dímini, Arkadikos Dramas, etc) y en 1992 empezó la excavación del asentamiento neolítico lacustre de Dispilió en Kastoriá, en el noroeste de Grecia. Allí se descubrieron una gran cantidad de objetos, lo que incluye cerámica, elementos estructurales, semillas, huesos, estatuillas, adornos personales, tres flautas (consideradas como las más antiguas de Europa) y la denominada tabla de Dispilió. Murió el 16 de octubre de 2013 en Salónica.
El descubrimiento de la tabla de madera se anunció en un simposio en febrero de 1994 en la Universidad de Salónica. El resto de las características del yacimiento fueron publicados de manera informal en la edición de junio de 2000 de la Επτάκυκλος, una revista de arqueología griega y en 2002 en un libro de Chourmouziadis.

## Obras publicadas
- 1973 - G. H. Chourmouziadis. Neolithic Figurines.
- 1979 - G. H. Chourmouziadis. Neolithic Dimini. Volos: Etaireia Thessalikwn Erevnwn, 1979.
  - Review, 	Journal of Hellenic Studies, 1981, vol. 101, p. 206-207
- 1982 - G. H. Chourmouziadis, P. Asimakopoulou-Atzaka, and K. A. Makris. Magnesia: the Story of a Civilization. Athens: Capon, Texas: Tornbooks, 1982. OCLC 59678966[2]
- 1995 - G. H. Chourmouziadis. Analogies. Thessaloniki: Vanias, 1995.
- 1999 - G. H. Chourmouziadis. Earthen Words. Skopelos: Nisides, 1999.
- 2002 - G. H. Chourmouziadis, ed. The prehistoric research in Greece and its perspectives: Theoretical and Methodological considerations'. Thessaloniki: University Studio Press.
- 2002 - G. H. Chourmouziadis, ed. Dispilio, 7500 Years After'. Thessaloniki: University Studio Press.
- 2006 - G. H. Chourmouziadis Ανασκαφής Εγκόλπιον. Athens, 2006.